# Kang Kyung-wha
Kang Kyung-wha (Hangul: 강경화, Hán-Việt: Khang Kinh Hoà, sinh ngày 7 tháng 4 năm 1955) là một chính khách người Hàn Quốc, cựu Bộ trưởng Bộ Ngoại giao Hàn Quốc và là nữ Ngoại trưởng đầu tiên của Hàn Quốc. Trước đó, bà là cố vấn đặc biệt về chính sách cho Tổng Thư ký Liên Hợp Quốc Antonio Guterres.

## Thân thế và giáo dục
Kang Kyung-wha sinh ngày 7 tháng 4 năm 1955 tại Seoul, Hàn Quốc, trong một gia đình di cư từ Bắc Triều Tiên. Cha bà sinh ra tại Bình Nhưỡng. Kang Kyung-wha tốt nghiệp Đại học Yonsei với bằng cử nhân về Khoa học chính trị và Ngoại giao. Sau đó, bà nhận bằng Thạc sĩ về Truyền thông đại chúng và bằng tiến sĩ giao lưu liên văn hóa tại Đại học Massachusetts Amherst, Hoa Kỳ vào năm 1984.

## Sự nghiệp
Kang Kyung-wha từng làm người phát ngôn của Quốc hội Hàn Quốc, bà cũng làm việc cho phòng tin tức của đài phát thanh và phòng phát thanh quốc tế Hàn Quốc và giảng dạy văn học Anh tại Đại học Sejong ở Seoul.
Năm 1997, bà làm phiên dịch cho Tổng thống Kim Dae-jung trong cuộc gặp với Tổng thống Hoa Kỳ Bill Clinton khi Hàn Quốc đang bị sa lầy trong cuộc khủng hoảng tài chính châu Á vào năm 1997.
Bà Kang Kyung-wha công tác tại Bộ Ngoại giao vào năm 1999 với tư cách là chuyên gia về quan hệ quốc tế. Từ đây, bà bắt đầu sự nghiệp ngoại giao bằng việc được mời làm cố vấn cho Ngoại trưởng Hàn Quốc Hoong Soon-young.
Từ tháng 9 năm 2001 đến tháng 7 năm 2005, bà Kang là Tham tán công sứ của Đại sứ quán Hàn Quốc tại Liên Hợp Quốc. Năm 2005, bà được bổ nhiệm lên làm Tổng giám đốc. Tháng 9 năm 2006, bà được Tổng thư ký Kofi Annan bổ nhiệm làm Phó ủy viên cao cấp Liên Hợp Quốc về nhân quyền. Tháng 3 năm 2013, bà Kang được Tổng thư ký Liên hiệp quốc Ban Ki-moon chỉ định làm Trợ lý Tổng thư ký các Vấn đề Nhân đạo và Phó Điều phối Khẩn cấp trong Văn phòng Điều phối Nhân đạo Liên Hợp Quốc (OCHA).
Tháng 12 năm 2016, Kang Kyung-wha được bổ nhiệm giữ chức vụ cố vấn đặc biệt về chính sách cho Tổng thư ký Liên hiệp quốc Antonio Guterres.
Ngày 21 tháng 5 năm 2017, bà Kang Kyung-hwa, khi đó 62 tuổi, đã được tân Tổng thống Moon Jae-in đề cử làm Bộ trưởng Bộ Ngoại giao Hàn Quốc. Ngày 18 tháng 6 năm 2017, bà được Tổng thống Moon Jae-in chính thức bổ nhiệm giữ chức vụ Bộ trưởng Bộ Ngoại giao.

## Đời tư
Bà Kang kết hôn với ông Lee Yill-byung - giáo sư tại Đại học Yonsei. Hai người có 3 người con, hai con gái và một con trai.